# رسم الكبار
رسم الكبار أو خربة زعرايا كما تعرف محليّاً، قرية سوريّة تتبع إداريّاً لمحافظة حلب منطقة دير حافر ناحية رسم حرمل الإمام، بلغ تعداد سكانها 417 نسمة حسب التعداد السكاني لعام 2004.